# Frits Iordens

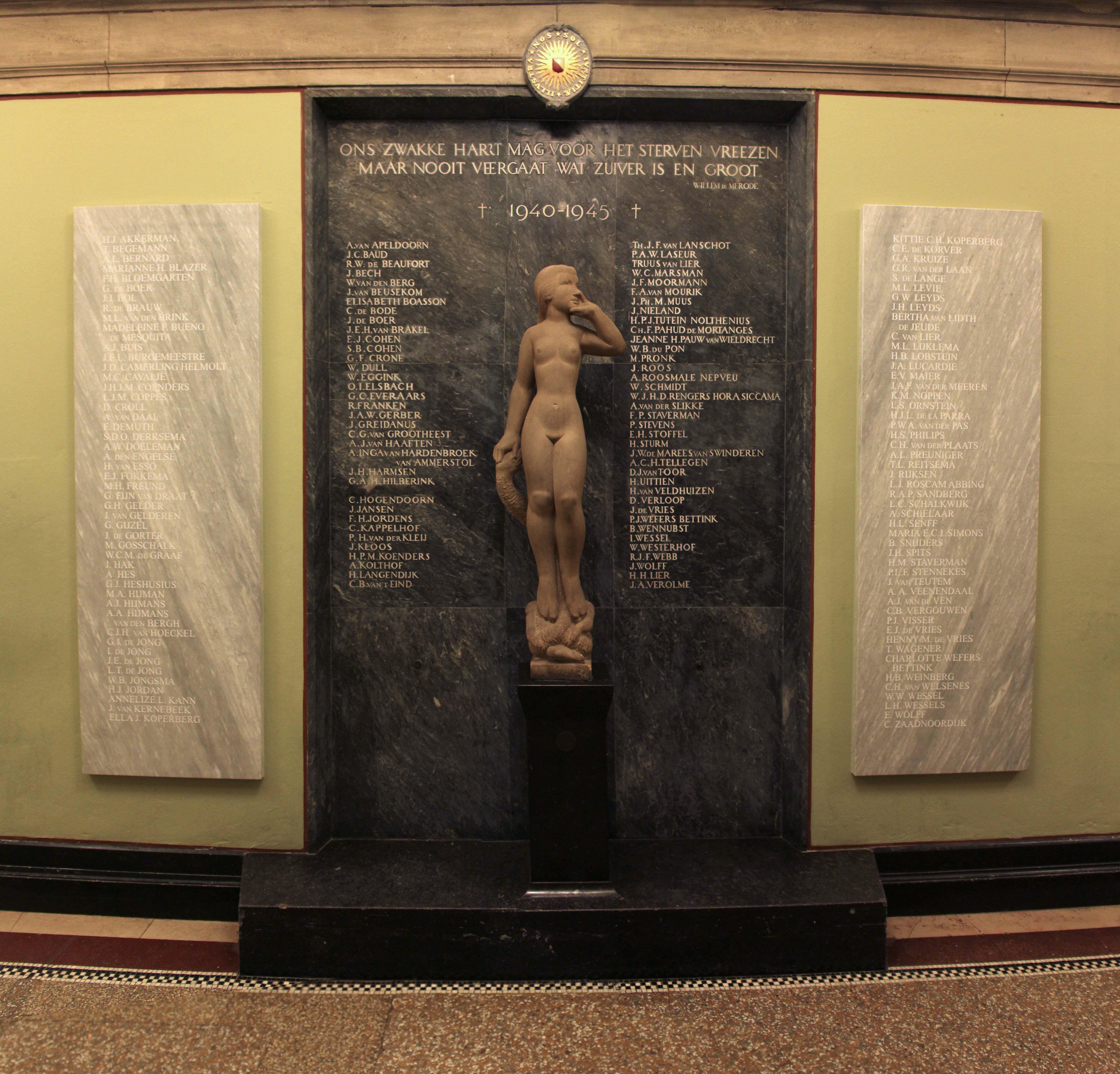
Gedenkteken in het Academiegebouw van de Utrechtse universiteit.

Frits Herbert Jordens, ook wel geschreven met als achternaam Iordens, (Arnhem, 21 juni 1919 – Hasselt (België), 2 maart 1944) was een Nederlandse verzetsman tijdens de Tweede Wereldoorlog.

## Levensloop
Iordens werd geboren in Arnhem, als zoon van bankier Peter Jan Abraham Jordens en Gijsberta Hermina Stroink.
Aan het begin van de bezetting was Iordens rechtenstudent aan de Utrechtse universiteit en lid van het USC. Hij speelde piano en viool en was lid van het corpsgezelschap Utrechtsch Studenten Concert. In augustus 1942 werd hij benaderd door Jan Meulenbelt, om mee te doen aan diens kinderwerk in het kader van het Utrechts Kindercomité. Iordens was bevriend met Geert Lubberhuizen, die eind 1942 werd aangetrokken.
In 1942 eisten de machthebbers de namenregisters van alle studenten aan deze universiteit op. Deze registers dreigden gebruikt te worden voor tewerkstellingen in Duitsland en daarop stak Iordens met enkele anderen, onder wie zijn vriendin Anne Maclaine Pont, in de nacht van 12 op 13 december 1942 de administratie in het Academiegebouw in brand.
Na de mislukte aanslag in Esch, en de inval op het contactadres van het comité in Utrecht, vonden de vergaderingen vaak plaats bij de hospita van Iordens, in de Voorstraat.
Vanaf 1943 werd het werk van Iordens voor het Kindercomité minder, aangezien hij met Maclaine Pont een "escape-line" had opgezet voor geallieerde piloten die waren neergeschoten. Zij brachten deze naar België, vanwaar ze door anderen verder werden vervoerd naar onbezet gebied. Iordens en Maclaine Pont trouwden in augustus 1943. In februari 1944 verhuisden ze naar een huisje op het Oudekerksplein in Amsterdam.
Op 2 maart 1944 werd Iordens in het Belgische Hasselt ontdekt toen hij piloten wegbracht en werd bij zijn vluchtpoging doodgeschoten. 

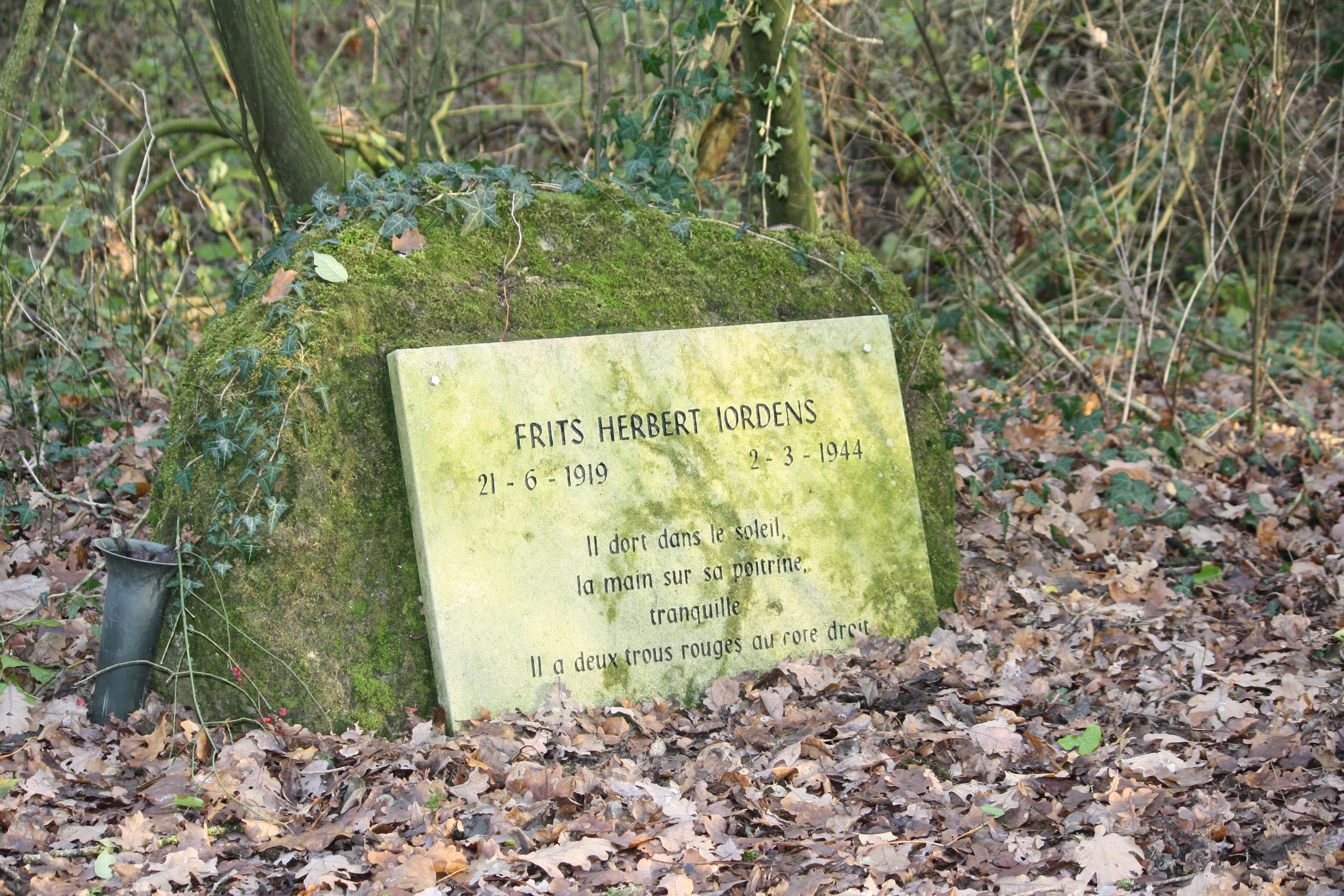
Graf te Eerde, aan de rechteroever van de Regge

Frits Iordens ligt begraven in het Overijsselse Ommen, op het terrein van Huis Eerde. Op zijn grafsteen staan twee zinnen uit het gedicht "Le Dormeur du val" van Arthur Rimbaud.
Il dort dans le soleil,
la main sur sa poitrine,
tranquille
Il a deux trous rouges au côté droit
Vertaald: Hij slaapt in de zon, zijn hand op zijn borst, stil, hij heeft twee rode gaten aan de rechterkant.

## Eerbetoon
- Zijn naam staat vermeld op de Erelijst van Gevallenen 1940-1945.[3]
- In het Academiegebouw van de Utrechtse universiteit werd in 1950 een gedenkteken voor omgekomen studenten onthuld met daarop onder meer de vermelding van Frits Jordens.
- In 2017 heeft scheidend burgemeester Bas Verkerk van Ommen voor Iordens en Maclaine Pont een postume onderscheiding voor Rechtvaardige onder de Volkeren aangevraagd bij Yad Vashem.[4]